# Jean-Michel Anctil
Pour les articles homonymes, voir Anctil.
Jean-Michel Anctil est un humoriste, acteur, animateur de radio et improvisateur québécois. Il est né le 22 novembre 1966 dans la petite ville de Saint-Pascal au Bas-Saint-Laurent. Il est particulièrement connu pour ses personnages de Précilla, le jeune Maxime, et Râteau. Il a vendu plus d'un million de billets pour ses spectacles solo.
En 2025, il fait partie de la distribution de la troisième saison de l’émission humoristique à succès LOL : Qui rira le dernier? diffusée sur Prime Video. 

## Carrière

### Spectacles
- 1993 : Tournée Juste pour rire, d'où est né le personnage de Précilla
- 1996 : Jean-Michel Anctil
- 1999 : Rumeurs
- 2009 : Tel quel
- 2016 : JE4N MICHEL

### Télévision
- 2003 : La bonne étoile : Animateur
- 2005 : Le cœur a ses raisons : Révérend MacDougall
- 2005 : Les Ex : Roberto
- 2009 : Lance et compte : Partisan des Canadiens
- 2003 - 2009 : 450, chemin du Golf : Tony
- 2005 : Tout pour toi : Animateur
- 2005 : Détect.inc.
- 2010 - 2013 : Tranches de vie : Jean-Guy Laliberté
- 2011 : 30 vies : André Paradis
- 2014 : Testé sur des humains à TVA
- 2016 : Mes petits malheurs : Claude Dubé
- 2022 : District 31 : Roger Boily
- 2025 : LOL : Qui rira le dernier? Saison 3 (Québec)[3]

### Filmographie
- 2009 : Coraline : Charlie Jones / l'Autre Père
- 2009 : De père en flic : Luc « Mononc » Tardif
- 2017 : Nous sommes les autres :  Robert Laplante
- 2019 : Répertoire des villes disparues de Denis Côté : Romuald Dubé
- 2019 : Les Barbares de La Malbaie de Vincent Biron : Pierre, l'entraîneur des Barbares

### Radio
À l'été 1990, il fait partie des scripteurs de la courte deuxième mouture de l'équipe du "Zoo", l'émission matinale très populaire au FM 93 à Québec. Cette deuxième équipe fut créée après le départ des membres vedettes de la première équipe vers une station concurrente. Il travaille, entre autres, en compagnie de François Morency.
- 1990 : Scripteur - Le Zoo de CJMF-FM - Québec
- 1994 : Animateur - Midis Fous de CKOI-FM
- 2006 : Animateur - La Vraie Vie en compagnie de Dominique Bertrand à RockDétente

## Honneurs
- 2001 - Olivier de l'humoriste de l'année
- 2001 - Étoile de la saison de la Ligue nationale d'improvisation
- 2002 - Étoile de la saison de la Ligue nationale d'improvisation
- 2003 - Olivier de l'humoriste de l'année et spectacle le plus populaire
- 2004 - Olivier de l'humoriste de l'année et spectacle le plus populaire
- 2004 - Médaille de l'Assemblée nationale[5]